# Albert Ireton
Albert Ireton (* 15. Mai 1879 in Baldock; † 4. Januar 1947 in Stevenage) war ein britischer Sportler, der bei den Olympischen Spielen 1908 in London im Boxen und Tauziehen antrat.
Bei den Olympischen Spielen von 1908 gewann Ireton mit der britischen Mannschaft die Goldmedaille im Tauziehwettbewerb. Die Silber- und die Bronzemedaille gingen ebenfalls an britische Teams. Ireton war wie sämtliche Teammitglieder aller drei britischen Mannschaften als Polizist tätig. 
Iretons Mannschaft trug den Namen London City Police. Im Finale des Wettbewerbs am 18. Juli 1908 schlug die London City Police die als Liverpool Police Team betitelte zweitplatzierte Mannschaft.
Am 27. Oktober 1908, und damit drei Monate nach dem Finale im Tauziehen und vier Tage vor dem Abschluss der Spiele, trat Ireton auch im olympischen Boxwettbewerb an. Im Schwergewicht unterlag er seinem Erstrundengegner Sydney Evans durch K.O bereits kurz nach Kampfbeginn in Runde 1.